# Mannetjesvaren
De mannetjesvaren (Dryopteris filix-mas) is een varen uit de niervarenfamilie (Dryopteridaceae). De plant komt voor in lichte, vochtige loofbossen. Verder komt de soort voor langs slootkanten en greppels. Daarnaast wordt de plant gehouden als sierplant voor in de tuin.

## Bladen
De bladen zijn maximaal 1,50 meter lang. De bladsteel is bedekt met bleekbruine schubben. Het blad kan bestaan uit vijfendertig deelblaadjes, al is een aantal tussen de twintig en dertig gangbaarder. Elk deelblaadje bestaat weer uit slipjes. De topjes zijn afgerond, gezaagd of gekarteld, maar een stekelpunt is er nooit.

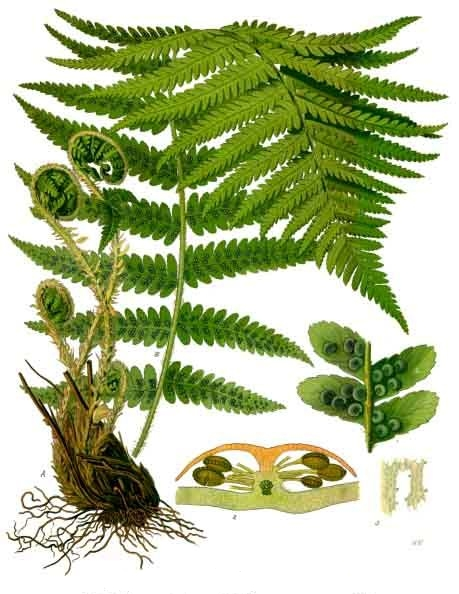
Mannetjesvaren

## Sporenhoopjes
Groepjes sporendoosjes vormen sporenhoopjes of 'sori' (enkelvoud 'sorus'). Deze sori zitten bij deze plant in twee rijen. Elke sorus is afgedekt met een niervormig dekvlies ('indusium'). Zodra de sporen rijp zijn, verschrompelt het indusium en komen de sporen vrij. Dit gebeurt meestal in juli of augustus.

## Toepassingen
De wortelstok van de mannetjesvaren wordt wel gebruikt als middel tegen lintwormen en andere ongemakken; het is echter sterk af te raden het middel te gebruiken gezien de niet geringe aantallen vergiftigingsgevallen!

## Verwante en gelijkende soorten
De mannetjesvaren heeft nog enkele nauwe verwanten van hetzelfde geslacht in België en Nederland, waarvan vooral de geschubde mannetjesvaren (Dryopteris affinis) sterk gelijkend is.
Er is ook kans op verwarring met eveneens algemeen voorkomende brede stekelvaren (Dryopteris dilatata), smalle stekelvaren (Dryopteris carthusiana), wijfjesvaren (Athyrium filix-femina) en de zeldzame stippelvaren (Oreopteris limbosperma). Alle hebben ze ongeveer hetzelfde habitat en overeenkomstige kenmerken. De mannetjesvaren is echter te onderscheiden door de tegen de bladnerf gelegen grote, ronde sporenhoopjes. Die van de wijfjesvaren zijn eerder haak- of kommavormig, die van de stippelvaren zijn zeer klein en tegen de bladrand gelegen.

## Plantengemeenschap
De mannetjesvaren is een kensoort voor het eiken-haagbeukenbos (Stellario-Carpinetum).

## Als sierplant voor in de tuin
De mannetjesvaren wordt kan tot 1,20 meter hoog worden. En, wat kwekers meestal niet vermelden, maar waar voor het inplanten - of beter: vóór de aanschaf - wel rekening mee moet worden gehouden, is, ten eerste, dat de plant een diameter kan krijgen van 1,50 meter en ten tweede, dat de plant in 10 jaar tijd een indrukwekkende, 30 centimeter grote, zware wortelknol krijgt, waardoor eventueel verplanten een moeizame klus is - althans, met de schop.